# Vila do Conde
Vila do Conde ('vilɐ du 'kõd[ɨ]) è un comune portoghese di 74 391 abitanti situato nel distretto di Porto.
Nel suo territorio il fiume Ave sfocia nell'Oceano Atlantico.
Da qui passa il Cammino di Santiago Portoghese della Costa.
https://travel.thewom.it/portogallo/cammino-portoghese-della-costa.html

## Società

### Evoluzione demografica
| Popolazione di Vila do Conde (1801 – 2004) | Popolazione di Vila do Conde (1801 – 2004) | Popolazione di Vila do Conde (1801 – 2004) | Popolazione di Vila do Conde (1801 – 2004) | Popolazione di Vila do Conde (1801 – 2004) | Popolazione di Vila do Conde (1801 – 2004) | Popolazione di Vila do Conde (1801 – 2004) | Popolazione di Vila do Conde (1801 – 2004) | Popolazione di Vila do Conde (1801 – 2004) |
| ------------------------------------------ | ------------------------------------------ | ------------------------------------------ | ------------------------------------------ | ------------------------------------------ | ------------------------------------------ | ------------------------------------------ | ------------------------------------------ | ------------------------------------------ |
| 1801                                       | 1849                                       | 1900                                       | 1930                                       | 1960                                       | 1981                                       | 1991                                       | 2001                                       | 2004                                       |
| 3623                                       | 17781                                      | 27366                                      | 34116                                      | 48806                                      | 64402                                      | 64836                                      | 74391                                      | 75981                                      |

## Suddivisioni amministrative
Dal 2013 il concelho (o município, nel senso di circoscrizione territoriale-amministrativa) di Vila do Conde è suddiviso in 21 freguesias principali (letteralmente, parrocchie).

### Freguesias
1. Bagunte: Bagunte, Ferreiró, Outeiro Maior, Parada
2. Fornelo: Fornelo, Vairão
3. Malta: Malta, Canidelo
4. Retorta: Retorta, Tougues
5. Rio Mau: Rio Mau, Arcos
6. Touguinha: Touguinha, Touguinhó
7. Vilar: Vilar, Mosteiró
8. Árvore
9. Aveleda
10. Azurara
11. Fajozes
12. Gião
13. Guilhabreu
14. Junqueira
15. Labruge
16. Macieira da Maia
17. Mindelo
18. Modivas
19. Vila Chã
20. Vila do Conde
21. Vilar de Pinheiro

## Sport

### Calcio
La squadra principale della città è il Rio Ave Futebol Clube.